# Gonow
Zhejiang Gonow Auto Co., Ltd. (кит. 浙江吉奥汽车有限公司) — китайский производитель легковых, коммерческих и спортивно-утилитарных транспортных средств со штаб-квартирой в Тайчжоу, Чжэцзян, являющийся дочерней компанией GAC Group. В Китае автомобили продаются под маркой GAC Gonow, а на других рынках — под маркой Gonow.

## История
Компания Gonow была основана 27 сентября 2003 года со штаб-квартирой в Тайчжоу, провинция Чжэцзян. Площадь кампуса составляет 268000 м2. На начальном этапе было выпущено 60000 единиц. На расширение территории на 10 акров и увеличение производства до 200000 единиц было потрачено 351,5 млн юаней. Также началось сотрудничество с Уханьским технологическим университетом для строительства автомобильного научно-исследовательского центра Gonow Automobile R&D.
В 2006 году компания Gonow вышла на рынок Европейского союза в рамках совместного предприятия с итальянской компанией DR Motor Company SpA. Две модели внедорожников производились по лицензии и продавались под торговой маркой Katay Gonow.
24 октября 2010 года Gonow стал первым китайским автомобилем, набравшим очки в чемпионате мира FIA, а его итальянская команда Sonia Ielo—Francesca Olivoni заняла 8 место в гонке «Сан-Марино—Ватикан» кубка ФИА по экоралли.
В 2010 году компания Guangzhou Automobile Group Co. (GAC) купила 51% Gonow. В марте 2015 года было объявлено, что Gonow начнёт концентрироваться на производстве автомобилей Trumpchi, что вызвало гнев дилеров компании, поскольку непроданные автомобили Gonow и запчасти были заложены различными банками.
В 2015 году было объявлено, что компания Gonow будет инвестирована в GAC Group в качестве дочерней компании. Сообщалось, что 49% акций Gonow будет продано, а производство и продажи автомобилей Gonow прекратятся к 2016 году из-за проблем с переходом на вторичный рынок и производством / поставкой своих автомобилей дилерам Gonow.

## Продукция
- Gonow Starry (Xinglang/星朗) (2013 — настоящее время)
- Gonow GX6 (2014 — настоящее время)
- Gonow Troy 500 (财运 500/FAN)
- Gonow GP150 (2015 — настоящее время)
- Gonow Way/GA6380 (Xingwang/Star Wang/星旺) (2010 — настоящее время)
- Gonow Way L (星旺 L)
- Gonow Way CL (星旺 CL)
- Gonow Alter (2003 — настоящее время)
- Gonow Dual Luck (2003 — настоящее время)
- Gonow Troy 200 (财运) (2005 — настоящее время)
- Gonow FAN (2005 — настоящее время)
- Gonow Finite (2010 — настоящее время)
- Gonow GA6530 (2010 — настоящее время) — фургон на базе Toyota HiAce (H100) с рестайлинговой передней частью, напоминающей Toyota HiAce (H200)
- Gonow GS-1 (2010 — настоящее время)
- Gonow GS-2 (2010 — настоящее время)
- Gonow GX6 (2005 — настоящее время, китайская версия)
- Gonow GS50 II (2005 — настоящее время)
- Gonow Minivan (2008—2010)
- Gonow Saboo (2010 — настоящее время)
- Gonow Jetstar (2003 — настоящее время), с 2005 года также известен как Shuaijian (GS50)
- Gonow Lightweight (2010 — настоящее время)
- Gonow E Mei (2014 — настоящее время)

### Katay Gonow
- Katay Gonow Troy (2006 — настоящее время)
- Katay Gonow Victor (2006 — настоящее время)
- Katay Gonow Victory (2006 — настоящее время)

## Модели, снятые с производства
- Gonow Troy 300 (财运 300) (2007—2009)
- Gonow Aoosed G5 (2010—2014)

## Галерея
- Gonow Emei
- Gonow G3
- Gonow G5
- Gonow GA200 (Troy)
- Gonow GX5
- Gonow GX6
- Gonow Starry
- Gonow Way CL
- Gonow Way M1
- Gonow Way V1